# Joachim Hämmerling
Joachim August Wilhelm Hämmerling (Berlino, 9 marzo 1901 – 5 agosto 1980) è stato un biologo danese naturalizzato tedesco, i cui studi sul DNA, finanziati dalla Germania nazista, riuscirono a stabilire che il nucleo di una cellula controlla lo sviluppo dei geni ereditari o DNA. La sua sperimentazione con le alghe verdi acetabularia fornirono un modello per la moderna ricerca sulla cellula biologica, e dimostrarono l'esistenza di sostanze morfogenetiche o mRNP.

## Biografia
Studiò all'Università di Berlino ed a quella di Marburgo ed ottenne un dottorato nel 1924.
Dal 1924 al 1931 fu assistente ricercatore al Kaiser Wilhelm Institute di biologia, e dal 1931 al 1940 lettore nello stesso istituto. Nel 1940 divenne direttore dell'Istituto italo-tedesco di biologia marina e nel 1942 professore associato di biologia marina all'Università di Berlino, prima di essere nominato direttore del Kaiser Wilhelm Institute for Biology a Langenargen am Bodenseein nel 1946. Dal 1949 al 1970 fu direttore del Max Planck Institute di biologia marina, fino al suo pensionamento.

### Esperimenti sull'acetabularia
Hämmerling iniziò a coltivare l'acetabularia in laboratorio negli anni 1930.
Qui scoprì che la pianta aveva una cellula e il nucleo era sempre situato nel rizoide.  Quindi iniziò a studiare il ruolo del nucleo e del citoplasma sperimentando sull'acetabularia, che oltre ad essere unicellulare si rigenera molto velocemente.
Nel 1938, mentre lavorava al Kaiser Wilhelm Institute di biologia, Hämmerling ricevette una borsa di studio per lavorare in una divisione di biologia all'interno della Terzo Reich, diretta da Konrad Meyer, per studiare esclusivamente l'effetto del nucleo sullo sviluppo.

#### La svolta del 1943
L'esperimento innovativo arrivò nel 1943 quando riuscì a determinare il ruolo del nucleo.Hammerling utilizzò principalmente due specie di acetabularia chiamate A. crenulata e A. mediterranea, aventi una il cappuccio a forma ramificata e l'altra a forma di disco . Per prima cosa Hammerling tagliò il rizoide di una acetabularia dal resto della cellula e osservando i due pezzi ottenuti vide che solo il rizoide rigenerava e ricostruiva la cellula originaria. Successivamente Hammerling divise le singole acetabularie in tre parti: rizoide, cappuccio e stelo. Egli combinò il rizoide della A. mediterranea con lo stelo della A. crenulata e il rizoide della A. crenulata con lo stelo della A. mediterranea. L'acetabularia A. mediterranea rigenerò un cappuccio a forma di disco, mentre l'acetabularia A. crenulata rigenerò un cappuccio a forma ramificata. Con questo ultimo esperimento Hammerling dimostrò che il nucleo, situato nel rizoide, contiene le informazioni genetiche e controlla lo sviluppo dell'intero organismo.
L'esperimento, inoltre,  dimostrò l'esistenza di sostanze morfogenetiche, che sarebbero poi diventate note come mRNP.

#### Specie omonima
A seguito del suo lavoro con l'acetabularia, quando nel 1970 venne scoperta una nuova specie di pianta nell'Oceano Pacifico, questa venne chiamata  A. haemmerlingii in suo onore.

## Ultimi anni
Nel 1970 venne eletto membro straniero della Royal Society di Londra, prima di morire il 5 agosto 1980.